# Gethyllis hallii
Gethyllis hallii är en amaryllisväxtart som beskrevs av D.Müll.-doblies. Gethyllis hallii ingår i släktet Gethyllis och familjen amaryllisväxter. Inga underarter finns listade i Catalogue of Life.